# Can-Am Cup 1971
La Can-Am Cup 1971 fu la prima edizione della manifestazione organizzata dalla Federazione internazionale sci.
In campo maschile lo statunitense Lance Poulsen si aggiudicò sia la classifica generale sia quella di slalom gigante; il suo connazionale Craig Shanholtzer vinse quella di discesa libera, il norvegese Otto Tschudi quella di slalom speciale.
In campo femminile la statunitense Karen Budge si aggiudicò sia la classifica generale sia quella di slalom speciale; le canadesi Carolyne Oughton e Judy Crawford vinsero rispettivamente quella di discesa libera e quella slalom gigante.